# Route 202 (Terre-Neuve-et-Labrador)
Pour les articles homonymes, voir Route 202.
La route 202 est une route tertiaire de la province de Terre-Neuve-et-Labrador, située dans l'est de l'île de Terre-Neuve, sur la péninsule d'Avalon. Elle est plus précisément située dans l'extrême nord-ouest de la péninsule, au nord-ouest de Whitbourne et au nord de Placentia. Elle est une route faiblement empruntée. De plus, elle est nommée Long Harbour Rd., mesure 14 kilomètres, et est une route asphaltée sur l'entièreté de son tracé.

## Tracé
La 202 débute à Long Harbour, alors qu'elle se poursuit vers l'ouest en tant que New Town Rd., vers Mount Arlington Heights. Elle se dirige vers l'est pendant 5 kilomètres, puis elle croise la route 101. Elle traverse par la suite Long Harbour Station, puis courbe légèrement vers le nord-est. Elle atteint finalement la Route Transcanadienne, la route 1, à sa sortie 27, alors que la 202 se poursuit en tant que route 201 vers Chapel Arm.

## Communautés traversées
- Long Harbour
- Long Harbour Station